# Tragostoma imperator
Tragostoma imperator – gatunek chrząszcza z rodziny kózkowatych i podrodziny zgrzypikowych. Jedyny przedstawiciel rodzaju Tragostoma.

## Zasięg występowania
Afryka Zachodnia i Środkowa, notowany w Sierra Leone, Demokratycznej Republice Konga i w Ugandzie.